# 朝倉ことみ
朝倉 ことみ（あさくら ことみ、1987年3月11日 - ）は、日本の女優、元AV女優。
神奈川県出身。C-more所属。

## 略歴
2010年にデビューしたロリ系のAV女優である。活動は4月からで2010年7月9日から公式ブログをスタート。デビュー後、初めての雑誌の仕事は「DVDヨロシク」2010年7月号（発売日5月21日）で、沖縄で撮影され「朝倉琴美」名義で掲載された。同年10月3日にファーストイベントをアリババ秋葉原店で行っている。
2011年4月、ファン投票でメンバーが選出されたAV女優13名からなるグループ「One For All Twenty-One（OFA21）」の一員として、シングル「LOVE☆LIMIT〜卒業までのカウントダウン」でCDデビュー。
2012年2月7日、Twitterを開始。同年7月10日発売の『ソフト・オン・デマンドDVD』8月号の「あのAV女優の5年前。」のコーナーで自身の意外な過去を初告白している。
2014年7月、セガのゲーム「龍が如く」のキャラクター出演をかけたセクシー女優人気投票にエントリー。同年8月24日、ニコニコ生放送の「龍が如く特別番組〜セクシー女優・男の出演者発表〜」で結果発表。106,919票を集め10位に、「龍が如く0 誓いの場所」への出演権を獲得した。
2014年9月18日、「東京ゲームショウ2014」セガのニコ生放送の中で「龍が如く0 誓いの場所」で、ライバル店舗の秘書役で出演を発表される。
2015年12月26日、上野オークラ劇場 2代目マスコットガールに就任する。
2016年4月2日、ピンク映画の大イベント 第28回ピンク大賞の選考結果で、主演女優賞と新人女優賞をW受賞。
2016年10月1日、自身のTwitterで2017年3月31日をもってAV業界引退を発表。引退理由は「次の夢が見つかったから」としている。その後2018年までは映画出演など女優活動は継続していた。

## 人物
- 元AKB48メンバー渡辺麻友や大島優子、佐藤亜美菜に似ていることから、それにちなんだ出演作品がある。
- 好きなキャラクターはマイメロディである。
- 田村ゆかりの大ファンでライブにもよく行っており、FCグッズもたくさん持っている。
- 2012年2月8日に雌のチワワ「ショコラ」（2011年12月6日生誕）が[10]、その後雄のチワワ「チロル」（2013年1月15日生誕、沖縄出身）が[11]、新しい家族として加わったことを報告。
- アニメの『黒子のバスケ』、『ハイキュー!!』好きで知られ、黒子っち、田中先輩、ノヤっさん推しである。

## 作品

### アダルトビデオ
- 本日限定!!ガチで逆ナン、マジで即ハメ、ヤリキリ素人娘。 6（6月22日、プレステージ）
- ザ・カメラテスト76 ジロジロ見られると濡れちゃいます…（7月31日（レンタル）、アテナ映像）
- 逃げられない（9月4日、DID企画）他多数出演
- ネ申AV! 国民的アイドルグループのマネージャーになった僕。 〜アイドルだってSEXするぜ!裸の推しメンに会いたかった!!〜（9月5日、ディープス）
- パイパン貧乳少女ナマ中出し 幼いツルツルマンッコに白濁ザーメン注入!!（9月10日、I.B.WORKS）
- キミは知っているか?超ビンカン!汁ダク!包茎マ◎コ 〜いつも皮かぶりのクリトリスは、剥いた瞬間に見たこともない絶頂アクメに達する!!〜（9月23日、ディープス）
- ショップ店員のいやらしい営み（9月25日、オーロラプロジェクト）
- 必縛咬ませ人（10月1日、DID企画）
- 「新・間違えたフリして女子校通学バスに乗り込んでヤられた」 VOL.2（10月7日、DANDY）
- バレちゃいけない緊張感が余計に欲情させる こっそり手コキ 2（10月13日、アロマ企画）
- 私たち女子アナ（10月15日、DID企画）
- 10人姉妹の真ん中に男は僕1人だけ! 大家族 2 赤木家の下半身お騒がせ温泉バスツアー 〜人生初の家族旅行!どこに行っても僕のビックダディ（チ○ポ）は乾くヒマなし!!〜（10月21日、ディープス）
- ロリータ貧乳乳もみインタビュー（11月1日、Fetishist）
- セキララ〜赤裸々な毎日〜 No1（11月5日、MAGIC）
- コスプレ妄想SEX ことみの膣に会いたかった。（11月13日、オーロラ・プロジェクト）
- 生贄少女 2 幼なじみ（11月17日、ロータス）
- 女子●生お漏らし愛好家 監禁されオムツをはかされる美少女（11月19日、Fetish Box）
- 完全主観 ハーレム学園（11月18日、アキノリ）
- 部活○女専門マッサージ治療院（11月20日、ピーターズ）
- ガーターストッキング 顔騎オナニー（12月1日、Fetishist/妄想族）
- オナニー直後のシミ付き生パンティーをはかされてパンティーコキされた僕（12月5日、ジャネス）
- 恥じらいのあしのうら No3（12月5日、フリーダム）
- アキバ系美少女の早漏クリニック 〜早漏を治したいM男クンたち〜（12月5日、未来・フューチャー）
- 美容整形麻酔レイプ 診察台の上で意識の無いまま中出しされた女たち（12月5日、ジャネス）
- 完全主観 一週間7股生活 2（12月7日、アキノリ）
- 強制射精サークルの女たちに限界までヌカれた僕（12月7日、アキノリ）
- 中出しロ○ータ2枚組8時間（12月10日、I.B.WORKS）
- 学校では見せない桃尻美少女の本性 ことみ（12月13日、オーロラ・プロジェクト）
- オーロラプロジェクト2009下半期・2010上半期ダイジェスト48連射（12月13日、オーロラ・プロジェクト）
- 生贄少女 3 監禁輪姦（12月15日、ロータス）
- ママには言わないで ロリ性感オイルマッサージ No6（12月15日、ロータス）
- 超ネ申星★アイドルオーディション（12月23日、アイエナジー）『里中めぐみ』という名前で活動[1]
- 非ヌキ系サロン 洗体エステで勃起しちゃった僕。 3（12月23日、アキノリ）

- OKuBo発 アイドルストーリー 5（1月1日、プレステージ）
- 加藤リナとエスカレートしすぎるドしろーと娘15人がイク!プレステージ的ファン感謝祭!!（1月1日、プレステージ）※顔に目線が入っている※
- ウブな女の子の癒しの手さばきで大噴射するM男（1月5日：FUTURE）
- 女子校生のオマ○コ汁 No4（1月8日、オフィスケイズ）
- 正月問題:帰省した実家で朝風呂に入ろうとしたら寝起きの可愛い姪っ子が「一緒に入っていい?」と無邪気に裸で誘ってきました。親戚たちはもうすぐ起きてきます。こんな時どうすればいい!?（1月8日、ナチュラルハイ）
- BEST of ザ・カメラテスト 新人娘11人デビューの瞬間4時間（1月11日、アテナ映像）
- ハードディープフェラ＆SEX vol.4 厳選!嗚咽と涙にまみれた14人の娘達（1月13日、オーロラ・プロジェクト）
- 嫌々言うことを聞かせているのに、淫らに乱れる娘（1月13日、オーロラ・プロジェクト）
- ザ・筆おろし 54（1月14日、クリスタル映像）
- まにあっく 制服美少女の淫行 CASE 03（1月15日、ワンズファクトリー）
- ロ●ータキャンディ（1月19日、ロータス）
- 快楽レズエステ 12（1月20日、アキノリ）
- 激似!芸能人レズ 前○敦○×大○優○×板○友○ 〜レズの花びらたちが咲く頃〜（1月20日、ディープス）
- ウブな人妻企画 生まれて初めての風俗面接 No14（1月20日、アイエナジー）オムニバス作品ダゼオーイェ
- 卒業 2 其の四（1月25日、ワンモア）
- いとこ風呂 No22（1月25日、jump-av）
- 子○にローションセックスの良さを教え込む（1月25日、jump-av）
- 本物近親相姦幼○ポルノ ついに発売、伝説の栃木一家シリーズ しつけ編（1月25日、jump-av）
- 小○生お漏らし暴発オナニー顔騎・顔面シャワー（1月25日、jump-av）
- アロマ仮想風俗シリーズ ノーブラミニスカちら見せハイスクール 3（1月25日、アロマ企画）
- 乳首コリコリ&指ズッポオナニー（2月1日、ワンズファクトリー）
- 乳首でアクメ 3（2月4日、オフィスケイズ）
- ロ●ータレズエステ VOL.6（2月4日、虎堂）
- ツインテール貧乳縞パンニーソックス（2月11日、TMA）
- 制服失禁レイプ（2月13日、マルクス兄弟）
- 口淫レイプ激射精イラマチオ（2月13日、マルクス兄弟）
- 女性専用洗体エステサロン 〜女の体で女を洗うナチュラルBODYマッサージ〜（2月19日、アキノリ）
- 発汗女（2月19日、KEU）
- 超ネ申星★アイドル 03 チームLOVEエナジ→にムチャブリ指令!活動費用は自分で稼げatメイドカフェ（2月19日、アイエナジー）『里中めぐみ』という名前で活動[1]
- 舐め殺しベロ地獄II 〜お姉さんがベロベロ犯してあげる〜（2月25日、アロマ企画）
- 絶対に手を出してはいけない相手をレズ夜這い（3月5日、アキノリ）
- スパッツ微乳美少女（3月15日、ワンズファクトリー）
- よい子のビンタ（3月18日、OFFICE K'S）
- 超ネ申星★アイドル 04 チームLOVEエナジ→の冠番組頂いちゃいました!!（3月19日、アイエナジー）『里中めぐみ』という名前で活動[1]
- コスプレ 魔法少女（4月8日、TMA）
- 愛しのあの子の姉と入れ替わり!（4月21日、ディープス）
- 嫁の妹と○○しちゃった俺 2 JKバージョン（4月21日、アキノリ）
- 女子校生の太股とパンチラ 06（4月25日、アロマ企画）
- 旦那の知らぬ間に… 義父に寝取られてしまうロ●ータ若妻たち（4月26日、ラハイナ東海）
- 透けるメガネを手に入れた!（5月1日、MOODYZ）
- カワイイ女の子たちの初めてのM男イジメ（5月5日、フリーダム）
- 金蹴り48手 vol.2 全裸バージョン（5月5日、フリーダム）
- 貧乳ツインテール HD Collection （5月13日、I.B.WORKS）
- 貧乳 HYPER BEST HD＋DVD （5月13日、TMA）
- 宅配レンタル 3 評判の売れっ子女優、好きにしていいのよ（5月13日、クリスタル映像）
- 東京中出し女子校生 34（5月13日、S級素人）
- 国民的アイドルユニット 2 全裸ライブコンサート（5月19日、SODクリエイト）
- 特急電車で家族旅行中の娘を親にはバレずに痴漢できるか?（5月19日、ナチュラルハイ）
- 女子校生にちんぐりされてアナルなめ手コキ Vol.2（5月20日、OFFICE K'S）
- M男強制発射（5月25日、ラハイナ食堂）
- 女子校生穴パンディルドオナニー VOL.3（6月3日、OFFICE K'S）
- 手を使わないフェラチオ 8（6月3日、OFFICE K'S）
- カワイさ盛れてるギャル女子校生 4時間 3（6月10日、BAZOOKA）
- 実録!!万引きした○い少女を脅かして好き放題犯し続ける万引きGメン!!（6月19日、極ロリCLUB/妄想族）
- おねだり痴女 第4章（6月25日、ハヤブサ）
- 幼誘監キメ狩り2（7月1日、幼誘監本舗/妄想族ブラックレーベル）
- 女子アナHなハプニング映像 パート4（7月7日、ROCKET）
- 大学進学のために頑張っているかと思いきや親には内緒で講師と愛液を垂れ流しながらエッチな授業をしている予備校生（7月8日、SCOOP）
- 麗しの美人OL4時間 PREMIERE 7（7月8日、宇宙企画）
- 女子プロレス流血ドミネーションデスマッチ（7月8日、GIGA）
- JK制服着たままフェラ（7月15日、ワンズファクトリー）※総集編
- 素人参加企画！憧れの朝倉ことみちゃんに童貞卒業させてもらいませんか?（7月15日、ワンズファクトリー）
- フェラコレ2011夏SP（7月25日、ハヤブサ）
- 特選!!S級素人若妻コレクション4時間 Special 6（8月12日、BAZOOKA）
- 黒髪女子校生 BDSR-064（8月25日、ビッグモーカル）
- こだわりの手コキ 4時間SP 35人のハンドメイド 20（8月25日、ハヤブサ）
- 恋する乙女たちの宇宙学園 つぼみ・朝倉ことみ・長谷川しずく（8月26日、宇宙企画）
- ネイキッドヒロイン36 Phase：36_ラブピュア編（8月26日、GIGA）
- スパゲティレズビアータ（9月1日、タカラ映像）
- 通学バスで見つけたニーハイ女子校生の絶対領域が俺のチ○ポ汁でビシャビシャ（9月8日、ヒビノ）
- SOFT ON DEMAND 芸能人 超激似!! 16人大集合 SP作品集（9月8日、SODクリエイト）
- 超ネ申星★アイドル 10 チームLOVEエナジ→の私たちが正真正銘‘ヤリに行けるアイドル’です!（9月22日、アイエナジー）
- BEST of ザ・カメラテスト 新人娘11人デビューの瞬間 4時間（9月23日、アテナ映像）
- ママ公認 ロリアイドル最終選考オーディション（9月25日、ビッグモーカル）
- MOODYZファン感謝祭 バコバコバスツアー2011 AVアイドルNo.1決定戦SP!!（10月1日、MOODYZ）
- M男スナイパー 5（10月5日、未来・フューチャー）
- 母が母なら娘も娘!不倫旅行についてきた娘を、母親が寝ている横でバレないように夜這いしたら勃起チ○ポにしゃぶりついてきた。（10月6日、ヒビノ）
- 超激似!!国民的アイドルユニット とってもHで恥ずかしいネ申バラエティAV‘SODINGO’全員集合スペシャル（10月6日、SODクリエイト）
- ワレメ風呂 〜血縁●●禁断育成の記録〜2（10月19日、極ロリCLUB/妄想族）
- 白目失禁淫乱同性愛（10月19日、乱丸）
- 超ネ申星★アイドル 11 チームLOVEエナジ→凌辱学園（10月20日、アイエナジー）
- 女子校生M男遊び 4（10月25日、未来・フューチャー）
- MOODYZファン感謝祭 うらバコバコバスツアー2011 補欠者救済プロジェクト!!（11月1日、MOODYZ） ※全作品の未公開映像で登場
- 超激似!!国民的アイドルユニット選抜メンバー総出演!!ネ申アイドルたちがチ○ポ取り合い、奪い合い夢の大乱交SP!!（11月5日、SODクリエイト）
- 可愛い義姉妹に強制で連続射精させられちゃった僕。（11月13日、アロマ企画）
- 温泉旅館のロリコン店主が経営難で始めた○学生コンパニオンと野球拳〜幹事さん必見!地元少女がハニカミ笑顔で混浴スク水♪裸踊り♪女体盛り♪朝から晩までHだ〜い好き ホロ酔い肉接待、いや肉便器?宿泊宴会でパァ〜っと発散発射すぺしゃるプラン残りわずか!!〜 (11月17日、SOD)
- 美少女肉壷扱い ことみ （11月25日、ラマ）
- ディルドにまたがる女子校生8（11月25日、アロマ企画）
- 宇宙企画 コレクション2011 8時間SP 2（11月25日、宇宙企画）※総集編
- 超激似!!国民的アイドルに何度も中出ししよう（ハート）（12月8日、SODクリエイト）
- 真フェラチ王 朝倉ことみ（12月19日、MARRION）
- 無農薬野菜店の店員さん 今日のお仕事は中出し交尾◆ ことみ（12月23日、サムシング）
- 絶対スリップ エッチな私でも好きになってくれますか?（12月26日、メディア総販ソレイル）

- カラダだけが早熟な姪っ子たちの無防備パンチラに勃起、好奇心旺盛なワレメを家族にバレないように挿入ちゃった（1月7日、ヒビノ）
- 社長夫人、女社長、人妻、同僚に迫られ求められ僕はハメさせてもらいました…（1月13日、ハヤブサ）
- 時間よ止まれ! 女風呂でやりたい放題ヤッちゃった!!（2月1日、impact）
- 20人の可愛い妹 BEST COLLCTION 2枚組8時間（2月24日、TMA） ※総集編
- 新人看護師をカーテン越しに痴漢してみました、隣のベッドではチ○ポだけ元気な患者が寝ています、発情した彼女は上に乗っかってお漏らししちゃいました。（3月8日、SWITCH）
- 制服失禁レイプコレクションII（3月13日、マルクス兄弟）
- 六年二組のパイパン乱交（3月23日、I.B.WORKS）
- ぬがせっ！！ハーレム野球拳 3 （UMD Video）（4月20日、メディアバンク）
- 彼氏の目の前で犯される女子校生 屈辱レイプ 朝倉ことみ（4月25日、サイドビー）
- おしゃぶり学園 ピンサロ科 6（5月4日、映天）
- GAL姉妹 強制レズビアン 2（5月5日、ジャネス）
- 制服×WQUEEN×M男飼育「調教の虜」2 星崎あんり 朝倉ことみ（5月15日、未来 フューチャー）
- 101分間ノンストップ撮影、ノーカット編集で生中出し18連発に長時間お掃除フェラ！！（5月18日、映天）
- 顔騎圧迫されながら亀頭責め手コキセンズリ発射した後に飲尿させられるM男たち（5月25日、未来 フューチャー）
- 潮吹き大乱交 4時間SPECIAL（6月1日、MOODYZ）
- アナル調教された後に罵倒され強制センズリ発射するM男たち（6月5日、未来 フューチャー）
- 可愛い縞パン少女 BEST 4時間（6月8日、TMA）
- 絶対ヌケる凄いフェラ 見つめてフェラチオ名場面4時間（6月15日、OFFICE K' S）
- Boots 女王様 ペニバンアナル拡張でイッた後も強制手コキでイカされるM男 2（6月25日、未来 フューチャー）
- 被虐のロ●ータメイド ことみ（6月25日、JUMP）
- お下品変態指数MAX たっぷり指挿入のオナスペ 4時間（7月1日、ワンズファクトリー）
- 入院先の病院で研修に来ている女子医学生にチ〇コを触られた僕は思わず勃起してしまい…（7月3日、プレステージ）
- ロ●ータディルドオナニー 4（7月6日、OFFICE K' S）
- 無類のバック好きなぼくの妹 体操着＆下着姿のパイパンおま○こ少女鬼突き敏感大量潮吹き極上バックスタイル！！（7月19日、極ロリCLUB/妄想族）
- 美少女即ハメ白書 02（7月20日、プレステージ）
- 肉便器 イラマチオどれい少女（7月20日、OFFICE K' S）
- ママと赤ちゃんレズビアン（7月20日、虎堂）
- 脚責め天国！集団美脚イジメ パンストOL編（7月20日、OFFICE K' S）
- のむザーメン1 濃い精子とゴックンとお掃除フェラ7（7月25日、KNIGHTS PROJECT）
- 少女絶叫！強制連続潮吹き拷問 2枚組8時間（7月27日、I.B.WORKS）
- 超選抜！!国民的アイドルに南国で何度も中出ししよう2♥〜わたしたちと赤ちゃん作らない…？〜（8月9日、SODクリエイト）
- 義妹にハメられた高飛車女社長 会社を立て直すため奮闘する女社長に仕組まれた義妹との公開レズW潮吹き生中出しアクメ！！（8月13日、セレブの友）
- 【AV30】マリオンこってり240分っす（8月13日、MARRION）
- クリスタル大感謝祭 とことん見せます16時間200連発！！（8月24日、クリスタル映像）
- 美熟女限定セックスカウンセラー.COM（8月25日、セレブの友）
- 働く娘たちのいやらしい営み（8月25日、オーロラプロジェクト・アネックス）
- M男スナイパー DX 4時間（9月5日、未来 フューチャー）
- 夏場の貧乳チラ見え女子は見られる事に興奮し、その羞恥心から股間を濡らす！（9月11日、プレステージ）
- 女体化 輪姦学園 羽月希 北川瞳 朝倉ことみ （9月11日、ムーディーズ）
- 男達に輪姦された薄幸ミセス4時間17人全13シーン ハメられた輪姦専用肉奴隷美熟女拘束監禁極太チ○ポ快楽の宴（9月19日、エマニエル）
- ザーメンごっくん口姦監獄 VOL.3 （9月21日、MAD）
- M男のアナル調教しながら超高速寸止め手コキで発射した後も責め続ける女たち 2 （9月25日、未来 フューチャー）
- 制服わいせつ少女 純朴ロ●ータ・生姦種付け飼育 現役女子校生・朝倉さん （9月25日、JUMP）
- ザ・筆おろし 61 （10月5日、クリスタル映像）
- 超選抜！！国民的アイドルユニットとお忍び温泉旅行で何度も中出ししよう（ハート） （ハート）おっしゃぁ?イクぜぇ?！in湯けむり孕ませ大乱交SP（ハート）（10月6日、SODクリエイト）
- 淫魔が居座る別荘で…（10月7日、アタッカーズ）
- パイパンマジックI 大量潮吹きロ●ータ編 朝倉ことみ（10月13日、CREAM PIE）
- 朝倉ことみ 〜少女の激しすぎる潮吹き〜（10月20日、ユープランニング）
- 脱AVアイドル宣言！？ 朝倉ことみ涙の初アナル解禁 真剣痴女責めパイパンオマ○コ潮まみれ全部の穴を塞がれる3Pファック生中出し！！ （10月25日、セレブの友）
- 見下し顔騎圧迫でボコリ、そのまま聖水愛飲！ 3 （10月25日、未来 フューチャー）
- マジックミラー号妄想リクエスト企画！夢のハーレムMM号 （11月8日、SODクリエイト）
- 白目絶頂セックス4時間3 （11月19日、乱丸）
- 淫乱ナイアガラ イグイグ大乱交 雛丸 篠原杏 朝倉ことみ （11月19日、乱丸）
- テラちんぽ 朝倉ことみ（11月19日、みるきぃぷりん♪）
- ハメ潮!イキ潮!飲み潮!乱交エッチ! 3（12月20日、SODクリエイト）

### イメージビデオ
- つるるんベイベー 朝倉ことみ（2012年3月2日、心交社）
- Real Idol 斎藤あみな（2013年8月16日、スパークビジョン） ※別名にて出演
- Fine Girl「朝倉ことみ」超可愛い！/朝倉ことみ （2013年8月28日、ナベックス）
- pg[ピー・ジー]　朝倉ことみ（2014年8月25日、ターンテーブル）
- pureまん/朝倉ことみ （2015年10月23日、 INTEC Inc）
- Kotomi　ことみんといちゃラブ温泉デート（2016年8月18日、REbecca）

## 出演

### テレビ
- NEWSヴァギナ（毎週木曜日21時 - 21時55分生放送、パラダイステレビ）2011年11月24日超サプライズで出演、12月1日からレギュラー出演開始[12]
- CS放送番組パラダイステレビ「24時間テレビ エロは地球を救う！ 2012」（2012年8月25日〜26日、パラダイステレビ）箱根オナニー駅伝メンバー
- おとなの子守唄（2012年9月7日＆14日、サンテレビ、25:20 - ）※「鶴光先生の出張美女診断」ゲスト出演
- 真っ裸AVナイト（2012年10月4日 - 7日、BSスカパー!） ゲスト出演
- あいのエチュード#27（2013年3月、スカパー! HD959ch.）ゲスト出演

あいのエチュード 第七幕 （2013年7月発売、 ポニーキャニオン）
- 「24時間かすみレディオ」生あさだち♂テレビ　スカパー！プレミアムサービス959ch「エンタ！959」（2013年9月29日　9:00 - 10:00）
- BSスカパー！「midnight ザップ」（2014年10月30日　24:00 - 26:00）
- BSスカパー！「midnight ザップ　正月SP」秋山祥子　立花はるみ　天使もえ　さくらゆら　（2015年1月3日　23:30 - 29:00）
- 神尻・神ユキのTバックカレッジ7月放送　長澤えりな・涼川絢音
- 魚拓と成瀬のツキとスッポンぽん #47,#48（2015年7月26日,8月2日、パチ・スロ サイトセブンTV）
- BSスカパー！「midnight ザップ」（2015年10月19日　24:00 - 26:00）JULIA
- ビーチ9　（毎週土曜日23時45分 - 24時00分放送、テレビ埼玉）　2015年12月5日〜12月26日放送　収録日11月17日
- 第2回パラダイステレビ的エロゲーム実況生放送（2016年9月1日、パラダイステレビ）[13]

### ラジオ
- 小倉奈々のラブミーティング（2012年3月30日、4月6日、24:00 - 24:30、ラジオFM FUJI） ゲスト出演

### web配信
- Sex Recording 朝倉ことみ （色眼鏡）
- 紅音ほたると一緒に飲もうよ!（2011年4月20日、あっ!とおどろく放送局）
- 今夜はみんなでOne For All☆（2011年7月9日 - 、あっ!とおどろく放送局）※OFA☆21初レギュラー番組隔週土曜日21時 - 21時45分放送
- 『ム-ム-TV★晶エリー・北川瞳・琥珀うた他が生脱ぎ！！』（2011年12月3日、ニコニコ生放送）
- 『ム-ム-TV★クリスマスSP』（2011年12月24日、ニコニコ生放送） 初のアシスタントに昇格
- 『ム-ム-TV★雛祭り2時間SP』（2012年3月3日、ニコニコ生放送）
- 芸人が行く！湯けむりドキドキバスツア-バスベガス（2012年3月20日〜5月15日毎週火曜日、 BeeTV）
- 『みんなのおもちゃ#12』DMM presents（2012年3月24日、ニコニコ生放送）チームGEHIN初のMCに昇格
- 『ム-ム-TV★さとう遥希×朝倉ことみ×大槻ひびき×琥珀うた★ムームーTV#10』（2012年6月2日）
- 【AV監督】白水力のニコ生一問一答！！（2012年6月4日、ニコニコ生放送）急遽決まった90分の生放送で、朝倉ことみの重大発表
- パコパコ動画『パコパコ動画-R18-アクメトーク 潮吹き大好き女優』（2012年6月11日）
- パコパコ動画『馬っ魂(バッコン)LIVE!!びんびんサンデ-』（2012年7月15日）
- 淫乱AV乱丸プレゼンツ 「全日本淫乱女選手権」（2012年7月19日）
- パコパコ動画 スケベ人間 TAKEYAMA #7「おっぱい」（2012年7月21日、ニコニコ生放送）
- パコパコ動画 淫乱AV乱丸プレゼンツ「全日本淫乱女選手権」#2（2012年9月12日、ニコニコ生放送）
- パコパコ動画 SAMURAI #4（2012年9月14日、ニコニコ生放送）
- 『ム-ム-TV★MOODYZ presents 中田氏ファン感謝祭SP ムームーTV#17』（2013年1月26日、ニコニコ生放送）
- さとう遥希と朝倉ことみが学園コスプレ「コスプレガール」（2013年2月12日、ニコニコ生放送）
- 『みんなのおもちゃ・例のプールSP』（2012年3月9日、ニコニコ生放送）
- パラダイスTVニコ生「企画会議を生中継してみた」』（2013年5月16日、ニコニコ生放送）
- パラダイスTVニコ生 AV女優・野口まりやチャンの自宅から生中継 （2013年6月6日、ニコニコ生放送）
- 八月の青（2013年9月2日、GIRL'S CH、中島知子監督）華菜子役
- パラダイスTVニコ生「参加自由！パラダイステレビの18禁☆企画会議を生中継してみた」テーマ『官能小説』(2013年10月10日、ニコニコ生放送)
- ☆MOODYZ presents ムームーTV 彩城ゆりな×大槻ひびき×朝倉ことみ×篠田ゆう×小司あん（2014年1月18日、ニコニコ生放送）
- ☆MOODYZ presents ムームーTV 初美沙希×篠田ゆう×芹沢つむぎ×朝倉ことみ×小司あん（2014年3月22日、ニコニコ生放送）
- ハッピーアワーシアター 〜HAPPY HOUR THEATRE〜（2014年3月26日、ニコニコ生放送）
- 朝倉ことみのジャケット撮影生中継（提供：FS.KnightsVisual、監督：ひつき）ノンストップ生中だし32（2014年4月18日）
- ☆MOODYZ presents ムームーTV 湊莉久×朝倉ことみ×初美沙希 （2014年4月20日、ニコニコ生放送）
- ☆MOODYZ presents ムームーTV 友田彩也香×阿部乃みく×朝倉ことみ×カジ（2014年6月21日、ニコニコ生放送）
- HOTエンターテイメント　「XCITYホットなLOVEエナジー・さっきぽだけならOKヨ（成人向け全編）（2014年7月2日、ニコニコ生放送）23:00〜
- ☆Wanzfactory presents  大槻ひびき×桜井あゆ×佳苗るか×朝倉ことみ  みんなのおもちゃ（2014年8月2日、ニコニコ生放送）
- ☆MOODYZ presents ムームーTV  乃々果花×友田彩也香×初美沙希×朝倉ことみ×杏咲望×夏海いく×カジ （2014年8月23日、ニコニコ生放送）
- 龍が如く特別番組〜セクシー女優・男の出演者発表〜（2014年8月24日、ニコニコ生放送）21:00〜
- 『龍が如く0　誓いの場所』 ゲームへの出演が決定した人気セクシー女優が登場！【登壇者】名越稔洋（総合監督）、横山昌義（プロデューサー）　13:00〜13:45
- 『よしもとタウン25時間生放送』（2014年9月13日）0時からのセクシー野球拳に出演
- パラダイスTV『人気AV女優が闇夜にシコシコ＃2〜朝倉ことみ篇』スカパー946chとニコ生同時生放送 （2014年10月23日）23:30〜 3:00
- ☆MOODYZ presents ムームーTV 初美沙希・朝倉ことみ 板垣あずさ・広瀬奈々美 （2014年10月25日、ニコニコ生放送）
- ☆MOODYZ presents ムームーTV 初美沙希×保坂えり×朝倉ことみ×広瀬奈々美 （2014年11月22日、ニコニコ生放送）
- 『よしもとタウン25時間生放送』片平あかね 花咲えみり (2015年1月10日 21:00〜)
- 【悲報】MOODYZみんなのおもちゃ最終回_ライト(2015年6月20日 22:00〜)　※シークレットゲスト
- 「MCカジちゃんねる」ゲスト　朝倉ことみ　(2015年8月8日 20:30〜)
- 秘密のオナニーパーティーVol.3 (2015年8月27日 23:57〜26:01)
- 【パラダイステレビ】『放送コード限界のリアクションクイズ！』(2016年1月7日 24:00〜)  スカパー946ch同時放送
- 【パラダイステレビ】『ウブっ娘ヘア丸出し生放送＃5』(2016年2月18日 24:00〜)  スカパー946ch同時放送
- 【パラダイステレビ】『微乳だョ！全員集合＃2〜ぺったんこパイパイがいっぱい生放送』(2016年8月18日 24:00〜)
- 【パラダイステレビ】『第2回パラダイステレビ的エロゲーム実況生放送』(2016年9月1日 24:00〜)

### 書籍
- DVDヨロシク2010年7月号（2010年5月21日、三和出版）
- エロカワ女子社員（2011年1月28日コンビニ発売、デジスタ）デジスタの新人編集部員として半年間の連載開始
- 週刊実話6/28号ぬくもりビキニ ぷにぷに肉球パラダイス Vol.57（2012年6月14日、日本ジャーナル出版）
- BUBKA10月号（2012年8月31日発売、白夜書房）126〜127P AV女優インタビュー!
- メンズジョーカー11月号（2012年10月10日発売、KKベストセラーズ）210P 白黒グラビアで朝倉ことみの名前掲載はなし
- GQ 6月号　LOVE&SEX特集
- 『映画秘宝』（2015年7月21日発売）- インタビュー
- 『リアル人妻30』（2015年10月3日発売）
- スポーツニッポン（2015年10月3日発売）- インタビュー
- 「不倫(いいなり)」（2015年10月8日発売）表紙と付録DVDに収録　※　（DVDはオーロラの再編集版が収録）

### CD
- 『LOVE☆LIMIT〜卒業までのカウントダウン〜』（2011年4月20日、ユニバーサルミュージック/IMS）Debut Single 発売

Artist : OFA☆21(One For All Twenty-One)  収録曲 : 01.LOVE☆LIMIT 〜卒業までのカウントダウン〜 02.Happy☆Start 〜ダ・イ・ス・キなアナタ〜

### イベントその他
- 国民的アイドルユニットSODshopping限定イベント（2011年7月3日開催）
- OFA☆21ファーストライブ（2011年7月23日開催）
- 国民的アイドルユニット☆全員集合！超サプライズイベント（2011年8月6日開催）
- KMP朝倉ことみイベント 2011年7月30日 大阪、7月31日東京、8月7日名古屋 初の東名阪イベントを開催。
- 「ことみんチェキアルバム」 2011年8月23日より初の関連グッズ通販開始[14]
- ☆国民的アイドルユニット勢揃い☆最初で最後の秋葉原イベント（2011年12月10日開催）NEX秋葉原
- 国民的アイドルユニット涙の卒業式SP〜歌って踊って食べて飲んで〜（2012年1月14日開催）[15]
- CS放送番組パラダイステレビ「NEWSヴァギナ」最終回女子アナ全員集合イベント（2012年3月29日、新宿レフカダ）
- 国民的アイドルユニット第2章〜桜の木の下で、また会いましょう〜100人限定イベント（2012年4月15日、m's秋葉原店（m'studio））
- 国民的アイドルユニット第2章〜選抜総選挙2012 結果発表〜100人限定イベント（2012年5月26日、m's秋葉原店（m'studio））
- SOD国民的アイドルユニット第2章〜SOD国民的アイドルユニットよっしゃ〜行くぜっ!!in ロフトプラスワン〜 (2012年9月8日、ロフトプラスワン) 新曲「Lets get fight!」をサプライズ発表
- loveliest×エンタ！959 X'masファン感謝祭 トークショー&撮影会(2012年12月2日)場所:赤坂365劇場,CLAP所属☆小倉奈々☆加藤リナ☆JULIA☆鶴田かな☆神谷まゆ☆朝倉ことみ☆合同イベント
- SOD大賞イベントにて、国民的アイドルユニットが特別賞を受賞!（2012年12月13日）
- SOD国民的アイドルユニットサプライズチーム重力テレパシー公演in新宿FACE（2012年12月22日）
- コスホリック07（2012年12月30日、CEピュア）スペースNo,T05〜T06にて人生初のコスホリにキュアハッピーで参加。ホテル日航東京・大宴会場「ペガサス」矢沢りょう☆おぐりみく
- 2013年3月10日loveliest主催ことみんバースデイLIVEにて参加者に初めての自身の公式イベント限定グッズ、うさみんTシャツとことみんリストバンドを配布
- コスホリック08（2013年5月4日、パルプンテ）場所:サンライズビル東京都中央区日本橋富沢町11-12 4階P07‐08 コードギアスのコスプレで参加杏紅茶々
- 朝倉ことみデビュー3周年記念イベント（2013年6月29日） 特別ゲスト：友田彩也香
- コスホリック10（2013年12月29日、パルプンテ）場所:サンライズビル東京都中央区日本橋富沢町11-12 4階P07-08 杏紅茶々
- コスホリック11（2014年5月5日、パルプンテ）場所:サンライズビル東京都中央区日本橋富沢町11-12 4階P11-12 杏紅茶々 FF10のユウナで参加
- 2014年5月10日　名古屋、壱見屋書店にて初めての地方でのオフ会開催。
- ことみんデビュー4周年記念オフ会（2014年6月22日、RADIX）＊愛犬ショコラも一緒にBBQパーティー！！＊カラオケ♪　初めてオフ会内容を自分で考える。
- 「東京ゲームショウ2014」 幕張メッセ　セガブース「龍が如く0 誓いの場所」フォトスポット＆ニコ生に出演　　9月18日〜21日
- 2014年11月15日「Japan Adult Expo」ドグマのブースで参加
- コスホリック13(2014年12月28日　@ファクトリー)場所:サンライズビル東京都中央区日本橋富沢町11-12 ブース4階N05-06
- 2015年5月14日〜16日　香港にて「龍が如く0 誓いの場所」イベントに出演[16]
- 朝倉ことみデビュー5周年記念オフ会（2015年6月21日、RADIX）念願のことみんライブ♪90分
- パイおつ祭り－2015－〜パラダイステレビが全てのオッパイに「おつかれ様！」と感謝する日〜　≪2部≫　8月30日
- SODプレミアムナイト2015 in浅草
- 【2015年9月12日みるじぇねアコースティックライブ】朝倉ことみさんの歌唱楽曲は…！・YUI／Good-bye days・田村ゆかり／fancy baby doll
- レフカダ酒場　特別編 朝倉ことみ一日店長！ことみんと一狩り行こうぜ！ 2015年10月5日「LEFKADA新宿」
- 祝、榊英雄初ピンク映画監督・OPPICTURES＋公開記念　榊英雄＆オーピー映画ナイト!!10月10日「阿佐ヶ谷ロフトA」
- 新宿LEFKADA セクシー女優と一狩り行こうぜ！集まれパラモン部！ 2015年11月1日
- コスホリック16(2015年12月30日　ぱるプんて)場所:サンライズビル東京都中央区日本橋富沢町11-12 ブース4階Q11-12
- 2016年1月23日 17:00〜「みるじぇねバンドLIVE」新宿MARZ ゲスト出演　朝倉ことみさんの歌唱楽曲は…！・Endless Story /田村ゆかり・赤いスイートピー /松田聖子
- 2016年3月11日 START 19:00〜 【みるじぇねアコースティックライブ#5】J-SQUARE　ゲスト出演　あなたに逢いたくて 〜Missing You〜 /松田聖子
- 2016年5月7日 グリフィンいわき店　朝倉ことみ初めてのパチンコイベント　福島県
- 2016年7月29日 大阪で初めてのパチンコイベント　17時〜 パールサーティーン　17時30分〜 パールアネックス　18時30分〜 CLUB-D　19時30分〜 CLUBーD UMEDA
- 2016年9月30日 「今夜はピンクパーティinパラダイス」　朝倉ことみ、真木今日子、羽月希
- 2016年10月13日 【LADY MADONNA】拡大版　 開演 18:30 CLUB CHITTA 川崎

### 映画
- 痴漢電車　悶絶!裏夢いじり（2015年1月2日、監督：山内大輔） - ユリ子 役
  - 犯る男（2015年8月22日、監督：山内大輔）[17][18] - ユリ子 役
  - 犯る男・最終版（2016年7月6日、OP PICTURES） - ユリ子 役[19][20]
- 情炎の島　濡れた熱帯夜（2015年8月14日、監督：山内大輔） - ミチル 役
- 性辱の朝　止まらない淫夢（2016年6月24日、監督：山内大輔）
  - 私みたいな女（2016年7月4日、OP PICTURES） - ユリ子／美月 役[21][22]
- 悶える義妹　遺影の前で抱いて（2016年7月22日、監督：竹洞哲也）
- よみがえりの島（2016年8月20日、監督：山内大輔）　[23] - ミチル 役
- 淫暴の夜 繰り返す正夢（2016年9月16日、監督：山内大輔）
- 昇天の代償 あなたのいない夜(2016年10月21日、監督：小川欽也)
- 人妻漂流　静寂のあえぎ（2016年11月4日、監督：山内大輔） - ユリ子 役
  - 静寂に抱かれる女（2016年7月2日、OP PICTURES） - ユリ子 役[24][25]
- ぐしょ濡れ女神は今日もイク！（2017年3月24日、オーピー映画、監督：山内大輔） - ユリ子 役
  - しあわせ配達人・ユリ子（2018年、OP PICTURES） - ユリ子 役 ※「ぐしょ濡れ女神～」の一般公開用編集版

### オリジナルビデオ
- ヤンキー先生（ティーチャー）（2012年1月20日、オールインエンタテインメント）
- 遠まわりの恋（2012年3月8日、SILK LABO）
- ボディ・ファンド-オークションされた女-（2012年5月2日、シネマファスト、監督：坂本太）
- 脱衣麻雀アイドル戦国時代 ネイキッド・バトルロワイアル（2015年4月3日）
- 「監獄飼育ー凌辱の女囚アリサ」（2016年4月6日）

### お笑い
- 24時間かすみレディオ2013 DVD-BOX 下巻(2014、つくばテレビ)

## ゲーム

### PlayStation 3・PlayStation 4
- 龍が如く0 誓いの場所（2015年3月12日、セガ）秘書・朝倉ことみ 役